# María de los Ángeles Cano Márquez
María de los Ángeles Cano Márquez (Medellín, 1887 - 26 d'abril de 1967) va ser la primera dona líder política de Colòmbia, reconeguda per la seva extensa tasca en defensa dels drets dels treballadors.
El seu interès per les problemàtiques socials es va iniciar a partir de la seva tasca com a articulista i escriptora i davant la constatació de les mancances de les obreres i dels obrers respecte de l'accés a la cultura. A començament dels anys 20, es va vincular amb cercles literaris i va publicar articles a la revista Cyrano i a El Correo Liberal, mitjans en els quals va organitzar concursos literaris per a dones. El 1924 va publicar “Los forzados”, on recollia la seva oposició a la formació militar dels reclutes, i el llibre «Horizontes».
També, després de moltes lluites, va aconseguir obrir un servei de biblioteca gratuïta a la biblioteca municipal. En aquest mateix any, amb la convocatòria “Por los obreros”, començava el seu apropament a les classes populars i el seu activisme polític i sindical, i difonia les seves idees de la importància de la lectura a les classes treballadores. L'1 de maig del 1925 va ser proclamada a Medellín “La Flor del Trabajo” (un reconeixement pel seu compromís social i les seves tasques a favor de la classe treballadora). L'any següent, va prendre part en el III Congrés Nacional Obrer i en la fundació del Partit Socialista Revolucionari.
A partir d'aleshores, va dedicar-se a recórrer el país, lluitant contra les discriminacions laborals, en defensa de les llibertats públiques i pels drets civils, així com per impulsar les organitzacions sindicals. Va participar en les mobilitzacions dels miners, de la gent treballadora del ferrocarril i molt especialment en les lluites contra les multinacionals com la Tropical Oil Company i, el 1928, davant la greu repressió que patien les persones treballadores de la United Fruit Company. El 1930 va treballar a la Imprenta Departamental de Antioquia i més tard a la Biblioteca Departamental, fins al 1947. El 1945 va rebre un homenatge per part de les dones sufragistes a Medellín, i avui en dia és reconeguda pel moviment de dones de Colòmbia.